# Guerra otomano-mameluca (1516-1517)
La guerra otomano-mameluca de 1516 y 1517 fue el segundo gran conflicto entre el sultanato mameluco con sede en Egipto y el Imperio otomano, que llevó a la caída del sultanato mameluco y la incorporación del Levante, Egipto y el Hejaz como provincias el Imperio otomano. La guerra transformó al Imperio otomano de un reino en los márgenes del mundo islámico, ubicado principalmente en Anatolia y los Balcanes, en un enorme imperio que abarca gran parte de las tierras tradicionales del Islam, incluidas las ciudades de La Meca, El Cairo, Damasco y Alepo. A pesar de esta expansión, la sede del poder político del imperio permaneció en Constantinopla.

## Antecedentes
La relación entre los otomanos y los mamelucos habían sido antagónica desde la caída de Constantinopla ante los otomanos en 1453, ya que ambos estados competían por el control del comercio de especias, y los otomanos aspiraban a eventualmente tomar el control de las Ciudades Santas del Islam. Un conflicto anterior, que duró desde 1485 hasta 1491, había llevado a un punto muerto.
En 1516, los otomanos estaban libres de otras preocupaciones —el sultán Selim I acababa de vencer a los persas safávidas en la batalla de Chaldiran en 1514— y volcó todo su poder contra los mamelucos, que gobernaban en Siria y Egipto, para completar la conquista otomana del Medio Oriente.
Los mamelucos reclutaron a granjeros y campesinos de áreas rurales como soldados para su próxima guerra con los otomanos. En respuesta, estos hombres huyeron para evitar ser reclutados. Esto provocó una escasez de trabajadores rurales necesarios para la producción de alimentos y una escasez de pan, lo que resultó en una casi hambruna que devastó las ciudades desde El Cairo hasta Anatolia.
Tanto los otomanos como los mamelucos reunieron a 60 000 soldados. Sin embargo, solo 15 000 soldados mamelucos eran guerreros entrenados, el resto eran meros reclutas que ni siquiera sabían cómo disparar un mosquete. Como resultado, la mayoría de los mamelucos huyeron, evitaron las líneas del frente e incluso se suicidaron. Además, como había sucedido en la batalla de Chaldiran, las ráfagas de los cañones y armas otomanos asustaron a los caballos mamelucos que corrían incontrolablemente en todas direcciones.

## Desarrollo

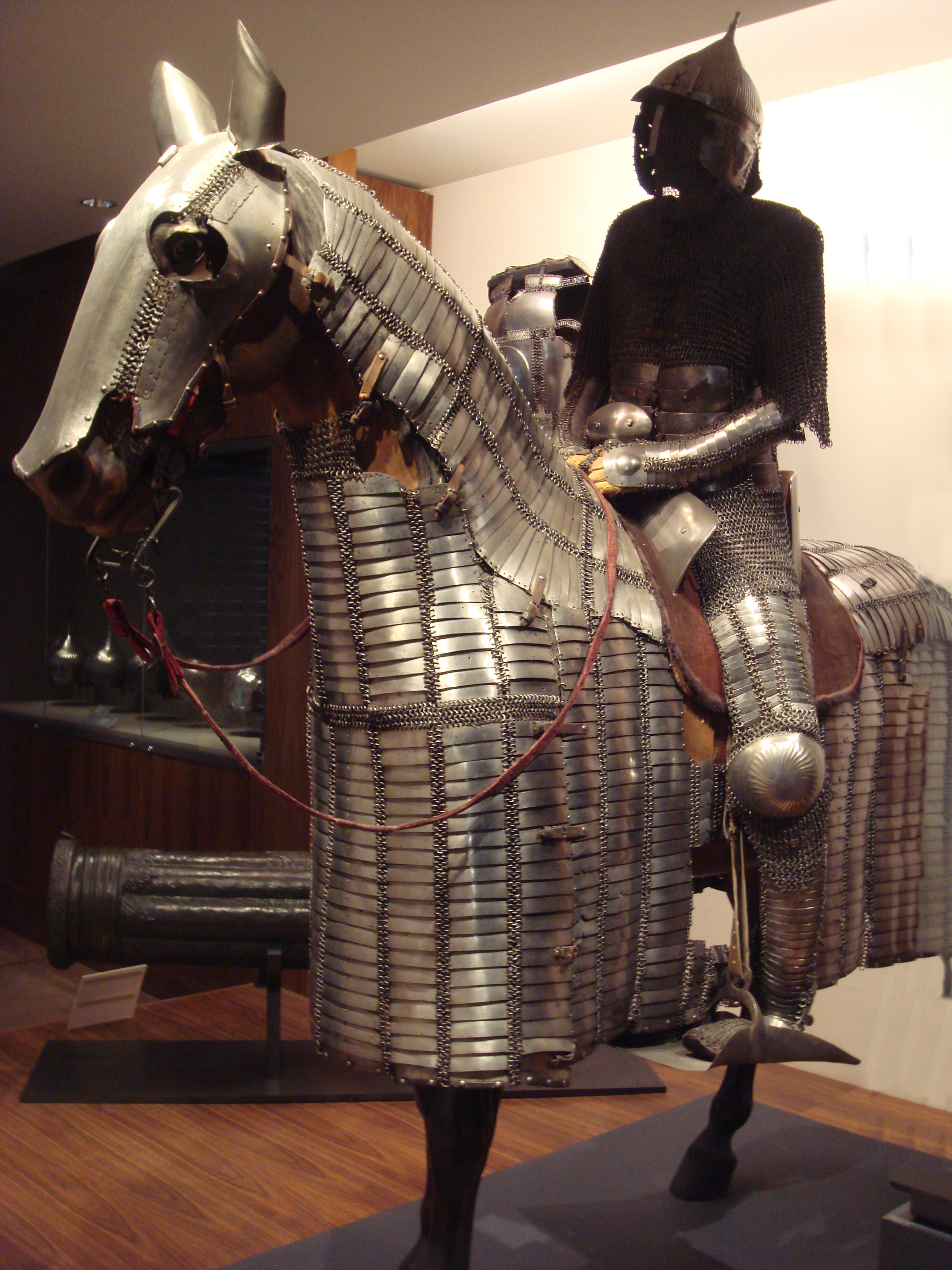
Caballería pesada mameluca, c. 1550. Musée de l'Armée.

La guerra consistió en varias batallas decisivas. El ejército mameluco era bastante tradicional, y consistía principalmente en caballería con arcos y flechas, mientras que el ejército otomano, y especialmente los jenízaros, era bastante moderno y usaba arcabuces. Los mamelucos se mantuvieron orgullosos de su tradición y tendieron a ignorar el uso de armas de fuego.

### Operaciones en el Levante (1516)
Los otomanos capturaron por primera vez la ciudad de Diyarbakır en el sureste de Anatolia. La batalla de Marj Dabiq (24 de agosto) fue decisiva y el sultán mameluco Kansuh al-Ghuri murió en ella. Los otomanos aparentemente superaban en número a los mamelucos por un factor de 3 a 1. Siria cayó bajo el dominio de los otomanos con esta única batalla.
La batalla de Yaunis Khan ocurrió cerca de Gaza (28 de octubre) y fue nuevamente una derrota para los mamelucos.

### Operaciones en Egipto (1517)

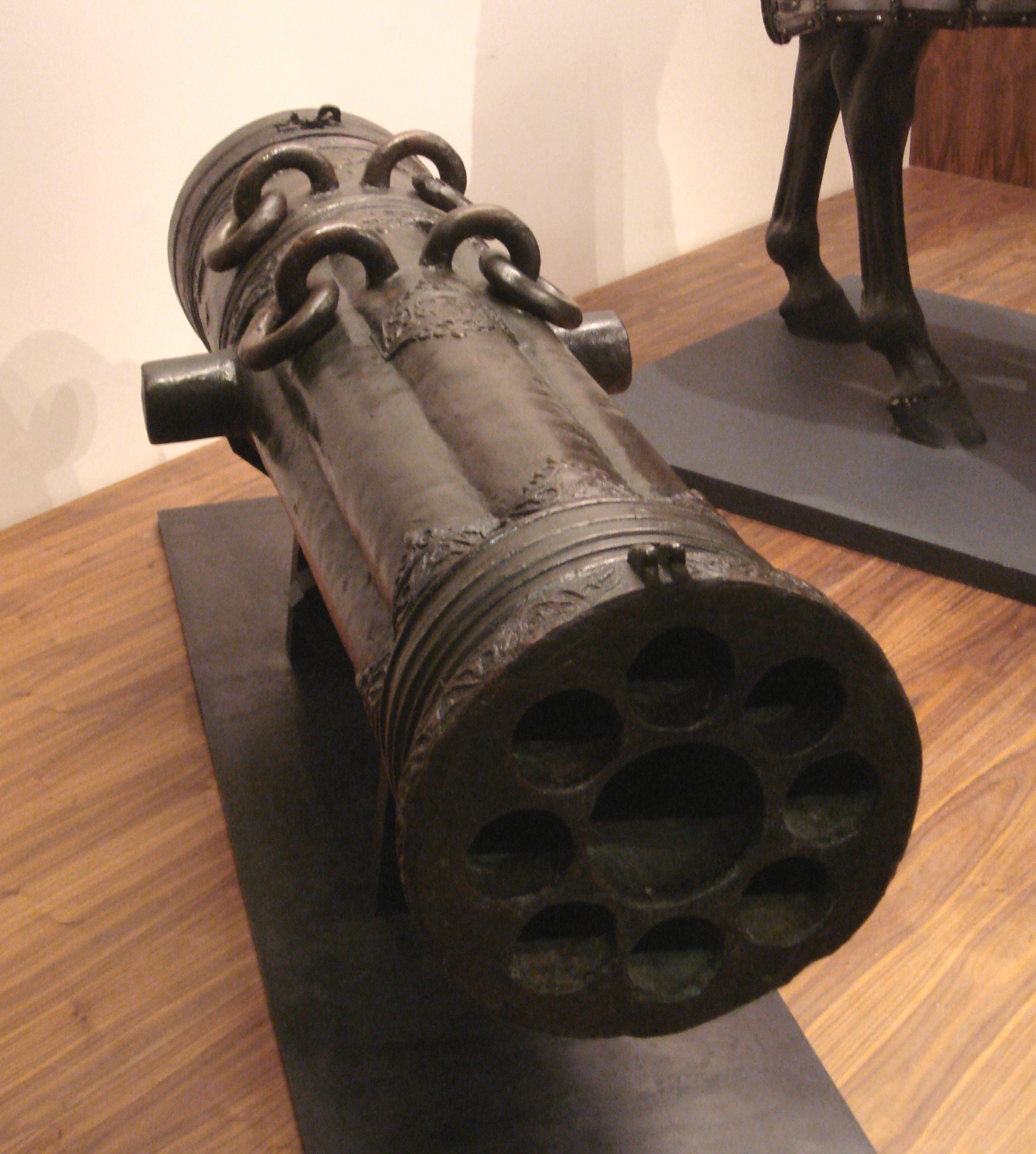
Cañón de volea otomano con 9 cañones, de principios del.

El sucesor de al-Ghuri como sultán mameluco, Tuman Bay II, reclutó frenéticamente tropas de varias clases de la sociedad y beduinos, e intentó equipar a sus ejércitos con cierta cantidad de cañones y armas de fuego, pero todo en el último minuto y en una escala limitada. Finalmente, a las puertas de El Cairo, tuvo lugar la batalla de Ridaniya (24 de enero), en la que perdió la vida el comandante otomano Hadım Sinan Bajá. En esta batalla, Selim I y Tuman Bay se enfrentaron. Las armas de fuego y armas desplegadas por Tuman Bay resultaron ser casi inútiles, ya que los otomanos lograron un ataque por la espalda.
La campaña había sido apoyada por una flota de alrededor de 100 barcos que abastecieron a las tropas durante su campaña hacia el sur.
Unos días después, los otomanos capturaron y saquearon El Cairo, capturando al califa al-Mutawakkil III. Tuman Bay reagrupó a sus tropas en Giza, donde finalmente fue capturado y ahorcado en la puerta de El Cairo.

### Operaciones en el mar Rojo (1517)
La flota otomana de Selman Reis ya estaba estacionada en el mar Rojo en 1517. Temiendo que las flotas portuguesas continuaran el bloqueo de Bab el-Mandeb, Selman tenían como objetivo chocar contra los portugueses para liberar la ruta comercial con la India y proteger la tierra santa de Hejaz. A pesar de la guerra en curso con los mamelucos, los otomanos defendieron Yeda en diciembre de 1517, la última guarnición del régimen mameluco. Como consecuencia, el jerife de La Meca, Barakat ibn Muhammad, también se sometió a los otomanos ocho años más tarde, colocando a las ciudades santas de La Meca y Medina bajo el dominio otomano como un estado vasallo, mientras que Yeda se convirtió en un eyalato directo del Imperio otomano.
El poder otomano se extendió hasta el extremo sur del mar Rojo, aunque el control de Yemen siguió siendo parcial y esporádico.

## Consecuencias

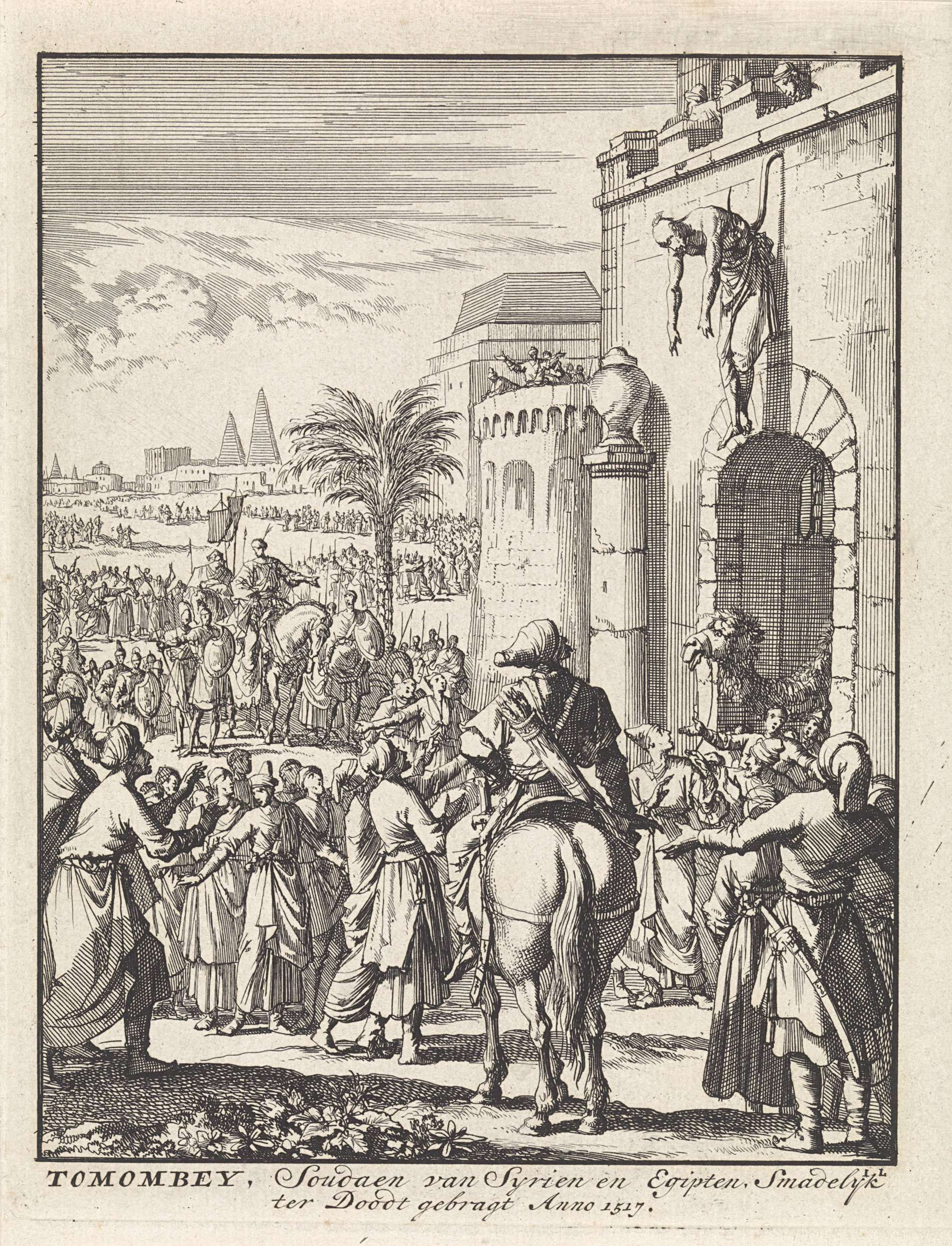
Ejecución de Tuman Bay II, grabado de Jan Luyken.

La cultura mameluca y la organización social persistieron a nivel regional, y continuó la contratación y educación de soldados «esclavos» mamelucos, pero el gobernante de Egipto era un gobernador otomano protegido por una milicia otomana. La caída del sultanato mameluco puso fin a la guerra naval portuguesa-mameluca, pero los otomanos se hicieron cargo de los intentos de detener la expansión portuguesa en el océano Índico.
La conquista del Imperio mameluco también abrió los territorios de África a los otomanos. Durante el siglo XVI, el poder otomano se expandió más al oeste de El Cairo, a lo largo de las costas del norte de África. El corsario Jeireddín Barbarroja estableció una base en Argelia y luego logró la conquista de Túnez en 1534.
Tras su captura en El Cairo, el califa al-Mutawakkil III fue llevado a Constantinopla, donde finalmente cedió su cargo de califa al sucesor de Selim, Solimán el Magnífico. Esto estableció el califato otomano, con el sultán a la cabeza, transfiriendo así la autoridad religiosa de El Cairo al trono otomano.
El Cairo permaneció en manos otomanas hasta la conquista francesa de Egipto en 1798, cuando Napoleón reclamó la eliminación de los mamelucos.
La conquista de los mamelucos fue la mayor empresa militar que jamás había intentado ningún sultán otomano. Además, la conquista puso a los otomanos en control de dos de las ciudades más grandes del mundo en ese momento: Constantinopla y El Cairo.
La conquista de Egipto resultó extremadamente rentable para el imperio, ya que produjo más ingresos fiscales que cualquier otro territorio otomano y suministró aproximadamente el 25% de todos los alimentos consumidos. Sin embargo, La Meca y Medina fueron las más importantes de todas las ciudades conquistadas, ya que oficialmente convirtió a Selim y sus descendientes en los califas de todo el mundo musulmán hasta principios del siglo XX.